# CCPL
A Cooperativa Central dos Produtores de Leite (CCPL) foi uma empresa brasileira fabricante de laticínios.

## História
No final de 1945 sessenta pequenas cooperativas e produtores rurais de Minas Gerais, Rio de Janeiro e São Paulo se reuniram na sede do Serviço de Economia Rural para discutir sobre a ineficiência da Comissão Executiva do Leite (CEL), órgão federal criado em 1940 para fiscalizar e regular o mercado de laticínios no Distrito Federal. Durante a reunião, os produtores resolveram invocar o artigo 4º da lei de criação da CEL, que obrigava a comissão a auxiliar os produtores na formação de cooperativas de produção e processamento de leite.
A criação da Cooperativa Central dos Produtores de Leite (CCPL) foi formalizada em janeiro de 1946 no bairro do Colubandê, no município de São Gonçalo, na região metropolitana do Rio de Janeiro, no estado do Rio de Janeiro, tendo como seu primeiro presidente o deputado Eduardo Duvivier.
No início da década de 1960 após greve por reajustes de salários, a CCPL e outras produtoras foram acusadas por políticos de forçar um locaute em represália (admitido como possibilidade pelos produtores) para forçar a Comissão Federal de Abastecimento e Preços a realizar aumentos na tabela de comercialização do leite. O corte forçado de produção deixou o Rio de Janeiro desabastecido de leite por alguns períodos. A crise se estendeu por parte da década de 1960 e a CCPL foi acusada de forçar a venda de leite de 1 litro em detrimento do produto envasado em vasilhames de 1/2 litro. Após novos locautes em 1962 e 1963, o governo federal decretou intervenção no mercado do leite e na CCPL em abril de 1963.
A fábrica foi pioneira no país na fabricação de leite longa vida (UHT) em 1973 e iogurte, e construiu uma marca forte na memória dos consumidores fluminenses, além de ter mantido unidades produtivas no Espírito Santo e em Minas Gerais.
Em 2002, a empresa fechou devido à forte concorrência e a mudanças no mercado. A empresa foi reaberta quatro anos depois após intervenção do governo do estado do Rio de Janeiro.
A fábrica tem capacidade para processar 500 mil litros de leite por dia, o que equivale a 33% da produção diária em todo o estado, de 1,5 milhão de litros.
Em 31 de agosto de 2009 a fábrica foi transformada em polo do Núcleo Avançado de Educação em Tecnologia de Alimentos e Gestão de Cooperativismo (NATA) do governo do Rio de Janeiro.